# Liam O’Brien
Liam O’Brien (ur. 5 września 1964 r. w Dublinie) – irlandzki piłkarz, reprezentant kraju grający na pozycji pomocnika.

## Kariera piłkarska
Przygodę z futbolem rozpoczął w 1982 w klubie Bohemians. Rok później przeniósł się do Shamrock Rovers. W barwach tego zespołu trzykrotnie zdobył Mistrzostwo Irlandii w sezonach 1983/84, 1984/85 i 1985/86. Ponadto dwukrotnie triumfował w Pucharze Irlandii w sezonach 1984/85 i 1985/86. 
W 1986 zakupił go Manchester United za 500 tysięcy funtów. Był ostatnim zakupem klubu przed przyjściem na stanowisko trenera Alexa Fergusona. Przez 2 sezony spędzone w zespole Czerwonych Diabłów 31 razy pojawiał się na boisku, 2 razy wpisując się na listę strzelców. W listopadzie 1988 przeszedł za 275 tysięcy funtów do Newcastle United. Miał znaczący wkład w powrocie do Premier League w sezonie 1992/93. Przez 6 sezonów w Newcastle zagrał w 151 spotkaniach, w których strzelił 19 bramek. 
W 1994 przeszedł do Tranmere Rovers, grającego w Division One. Był to ostatni angielski klub w karierze O’Briena. W 1999 wrócił do kraju, gdzie został zawodnikiem Cork City. Pomógł drużynie w zwycięstwie w Pucharze Ligi Irlandzkiej w 1999. W 2000 powrócił do macierzystego zespołu Bohemians. Już w pierwszym sezonu zdobył podwójną koronę (Mistrzostwo i Puchar Irlandii. Po sezonie 2001/02 zakończył karierę piłkarską.
| Sezon     | Klub              | Kraj     | Rozgrywki                          | Mecze | Bramki |
| --------- | ----------------- | -------- | ---------------------------------- | ----- | ------ |
| 1982/83   | Bohemians         | Irlandia | League of Ireland Premier Division | 5     | 1      |
| 1983/84   | Shamrock Rovers   | Irlandia | League of Ireland Premier Division |       |        |
| 1984/85   | Shamrock Rovers   | Irlandia | League of Ireland Premier Division |       |        |
| 1985/86   | Shamrock Rovers   | Irlandia | League of Ireland Premier Division | 22    | 6      |
| 1986/87   | Manchester United | Anglia   | Division One                       | 11    | 0      |
| 1987/88   | Manchester United | Anglia   | Division One                       | 17    | 2      |
| 1988/89   | Manchester United | Anglia   | Division One                       | 3     | 0      |
| 1988/89   | Newcastle United  | Anglia   | Division One                       | 20    | 4      |
| 1989/90   | Newcastle United  | Anglia   | Division Two                       | 19    | 2      |
| 1990/91   | Newcastle United  | Anglia   | Division Two                       | 33    | 3      |
| 1991/92   | Newcastle United  | Anglia   | Division Two                       | 40    | 4      |
| 1992/93   | Newcastle United  | Anglia   | Division Two                       | 33    | 6      |
| 1993/94   | Newcastle United  | Anglia   | Premier League                     | 6     | 0      |
| 1993/94   | Tranmere Rovers   | Anglia   | Division One                       | 17    | 1      |
| 1994/95   | Tranmere Rovers   | Anglia   | Division One                       | 38    | 1      |
| 1995/96   | Tranmere Rovers   | Anglia   | Division One                       | 22    | 4      |
| 1996/97   | Tranmere Rovers   | Anglia   | Division One                       | 41    | 1      |
| 1997/98   | Tranmere Rovers   | Anglia   | Division One                       | 40    | 3      |
| 1998/99   | Tranmere Rovers   | Anglia   | Division One                       | 23    | 2      |
| 1999/2000 | Cork City         | Irlandia | League of Ireland Premier Division | 27    | 4      |
| 2000/01   | Bohemians         | Irlandia | League of Ireland Premier Division | 6     | 0      |
| 2001/02   | Bohemians         | Irlandia | League of Ireland Premier Division | 1     | 0      |

## Kariera reprezentacyjna
O’Brien zadebiutował w reprezentacji 23 kwietnia 1986 spotkaniem przeciwko reprezentacji Urugwaju, zakończonym remisem 1:1. 
Dwa lata później został powołany przez trenera Jacka Charltona na Mistrzostwa Europy. Podczas turnieju pełnił rolę rezerwowego. Ostatni mecz w drużynie narodowej miał miejsce 9 października 1996. Przeciwnikiem była Macedonia Północna, a mecz zakończył się zwycięstwem Irlandczyków 3:0. Łącznie w latach 1988–1996 O’Brien wystąpił w 16 spotkaniach reprezentacji Irlandii.
| Mecze i gole w reprezentacji | Mecze i gole w reprezentacji | Mecze i gole w reprezentacji | Mecze i gole w reprezentacji | Mecze i gole w reprezentacji | Mecze i gole w reprezentacji | Mecze i gole w reprezentacji |
| #                            | Data                         | Miasto                       | Przeciwnik                   | Gol                          | Wynik                        | Rozgrywki                    |
| ---------------------------- | ---------------------------- | ---------------------------- | ---------------------------- | ---------------------------- | ---------------------------- | ---------------------------- |
| 1.                           | 23.04.1986                   | Dublin                       | Urugwaj                      |                              | 1:1                          | towarzyski                   |
| 2.                           | 23.05.1987                   | Dublin                       | Brazylia                     |                              | 1:0                          | towarzyski                   |
| 3.                           | 10.11.1987                   | Dublin                       | Izrael                       |                              | 5:0                          | towarzyski                   |
| 4.                           | 23.03.1988                   | Dublin                       | Rumunia                      |                              | 2:0                          | towarzyski                   |
| 5.                           | 27.04.1988                   | Dublin                       | Jugosławia                   |                              | 2:0                          | towarzyski                   |
| 6.                           | 22.05.1988                   | Dublin                       | Polska                       |                              | 3:1                          | towarzyski                   |
| 7.                           | 19.10.1988                   | Dublin                       | Tunezja                      |                              | 4:0                          | towarzyski                   |
| 8.                           | 16.11.1988                   | Sevilla                      | Hiszpania                    |                              | 0:2                          | El. MŚ 1990                  |
| 9.                           | 25.03.1992                   | Dublin                       | Szwajcaria                   |                              | 2:1                          | towarzyski                   |
| 10.                          | 17.02.1993                   | Dublin                       | Walia                        |                              | 2:1                          | towarzyski                   |
| 11.                          | 23.03.1994                   | Dublin                       | Rosja                        |                              | 0:0                          | towarzyski                   |
| 12.                          | 02.06.1996                   | Dublin                       | Chorwacja                    |                              | 2:2                          | towarzyski                   |
| 13.                          | 04.06.1996                   | Rotterdam                    | Holandia                     |                              | 1:3                          | towarzyski                   |
| 14.                          | 09.06.1996                   | Foxborough                   | Stany Zjednoczone            |                              | 1:2                          | towarzyski                   |
| 15.                          | 15.06.1996                   | East Rutherford              | Boliwia                      |                              | 3:0                          | towarzyski                   |
| 16.                          | 09.10.1996                   | Dublin                       | Macedonia Północna           |                              | 3:0                          | El. MŚ 1998                  |

## Sukcesy
Bohemians
- Mistrzostwo Irlandii (1): 2000/01
- Puchar Irlandii (1): 2000/01

Shamrock Rovers
- Mistrzostwo Irlandii (3): 1983/84, 1984/85, 1985/86
- Puchar Irlandii (2): 1984/85, 1985/86

Cork City
- Puchar Ligi Irlandzkiej (1): 1999